# Elisabeth Borchers

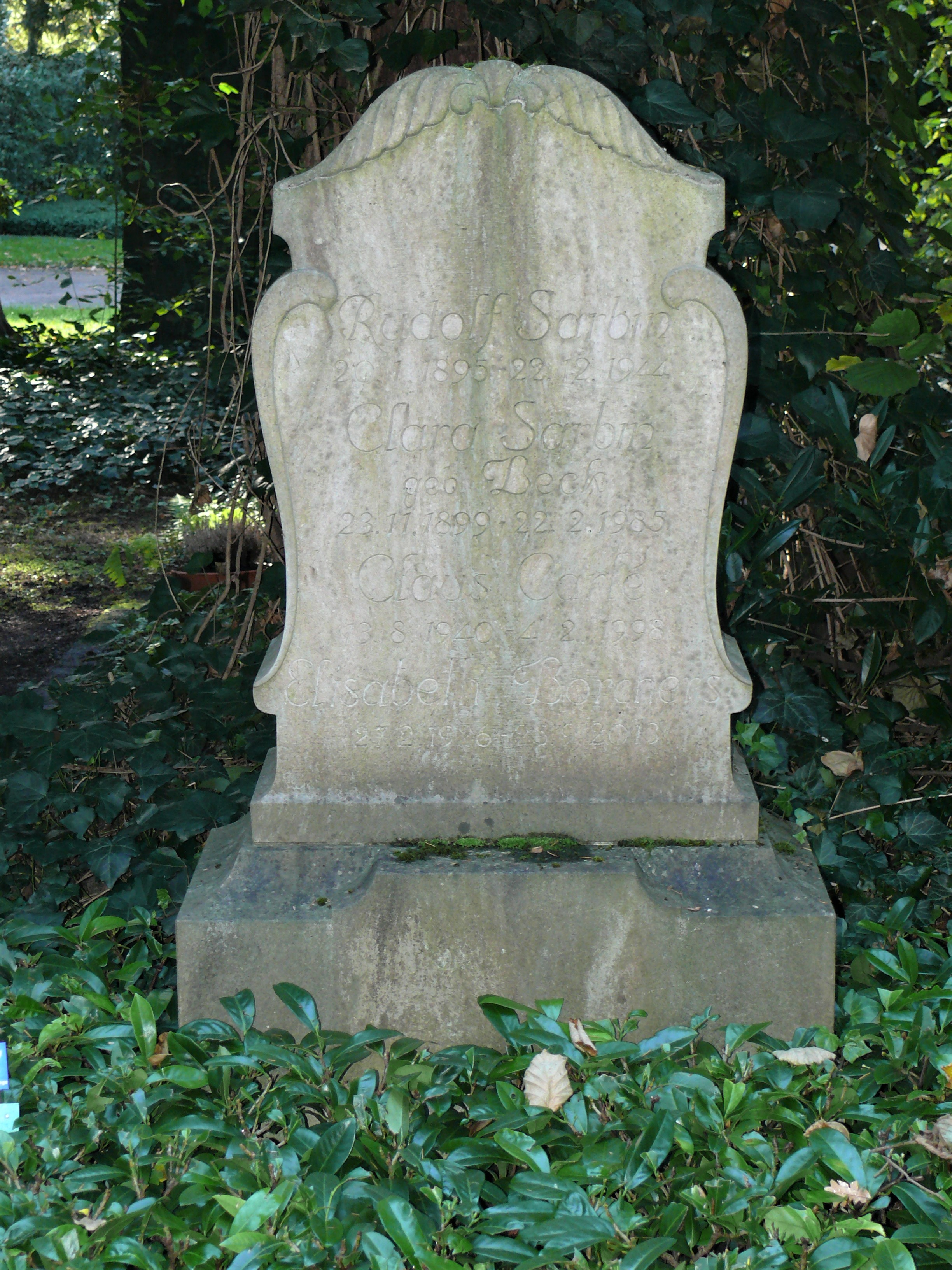
Tumba de la escritora alemana Elisabeth Borchers en el cementerio principal de Frankfurt.

Elisabeth Borchers (Homberg, 27 de febrero de 1926 – Frankfurt am Main, 25 de septiembre de 2013) fue una poeta y escritora alemana.

## Biografía
Borchers vivió durante toda la Segunda Guerra Mundial en Alsacia. Escribió novelas de ficción, poesía y obras de teatro. También escribió para niños y traducciones del francés. Su novela Gedichte (Poemas) ganó el Medalla Roswitha von Gandersheim en 1976, un galardón un premio otorgado a destacadas escritoras en alemán. Trabajó para editoriales hasta 1998 donde ayudó al laureado Premio Nobel Wislawa Szymborska.